# بيت الخدام
بيت الخدام قرية سورية في ناحية دوير رسلان في منطقة دريكيش التابعة لمحافظة طرطوس.